# Club Atlético del Rosario

Club Atlético del Rosario es un club deportivo argentino de Rosario, Santa Fe, Argentina. Es uno de los clubes más antiguos que aún existen en la Argentina, y fue un pionero del fútbol en Rosario, siendo el primer equipo de esa ciudad en jugar en la Primera División, la máxima categoría del sistema de la liga de fútbol de Argentina. A nivel internacional, CA Rosario fue también el primer equipo fuera de Buenos Aires en ganar un torneo internacional, la Cup Tie Competition en tres ocasiones. Sin embargo, el fútbol ya no se practica en el club desde 1916.
Hoy en día, Atlético del Rosario es considerado sobre todo por su equipo de rugby, después de haber sido miembro fundador del "River Plate Rugby Championship", actual Unión Argentina de Rugby en 1899. El primer equipo juega actualmente en el TOP 12, la primera división del sistema de la liga Unión de Rugby de Buenos Aires.
Atlético del Rosario también tiene equipo femenino de hockey sobre hierba, compitiendo en el Campeonato Litoral A, la primera división del sistema de ligas Asociación de Hockey del Litoral.
Además de rugby y el hockey, el otro deporte organizado por el club es el tenis.

## Historia

### Orígenes
El Club Atlético del Rosario ha sido un pionero de la práctica y difusión de muchos deportes en Argentina. Ha participado en la fundación de federaciones, uniones y asociaciones que con el correr de los años se fueron formando en el país para ordenar la vida deportiva nacional.
El deporte madre de todos ellos es el cricket, que dio origen a la fundación de los dos primeros clubes argentinos, el hoy Buenos Aires Cricket & Rugby Club y el Atlético de Rosario propiamente dicho.
El club fue fundado el 27 de marzo de 1867 (tan solo un mes antes que el Buenos Aires Football Club, fundado el 9 de Mayo del mismo año), bajo el nombre de "Rosario Cricket Club" por caballeros de origen británico ocupados principalmente en la construcción del ferrocarril Rosario-Córdoba. No obstante, se considera que el inicio institucional del club porteño se dio en 1864. El Rosario A.C. tuvo su primer campo de deportes en la manzana que ocupa hoy el Colegio San José de Rosario, limitada por las calles Salta, Presidente Roca, Jujuy y España. En 1889 se inauguró la actual "Plaza Jewell", denominada así en agradecimiento a sus donantes, los Sres. Eduardo y Carlos Jewell, y que puede considerarse hoy como el campo de deportes más antiguo del país.
Si bien desde sus comienzos el club se abocó al juego de cricket -que se sigue practicando en el club hasta la fecha- con el tiempo Rosario Athletic fue incorporando más deportes, principalmente atletismo, fútbol y rugby. El primero de ellos tuvo activa participación de sus socios, habiendo el club organizado los juegos atléticos con destacadas figuras de la época. A principios de 1892 se le solicitó al club apoyo para la fundación de la Asociación Atlética Argentina del Río de la Plata, aunque no han quedado registros sobre datos posteriores de su participación.

### Rugby
El 29 de junio de 1886 Rosario Athletic jugó con el entonces Buenos Aires F.C. el primer partido interclubes de rugby que se realizara en el país, disputado en su anterior campo de deportes en la calle Salta.
En 1899, Rosario Athletic fue uno de los 4 miembros fundadores (junto con Buenos Aires F.C., Belgrano A.C. y Lomas A.C.) de la "River Plate Rugby Union Championship", actual Unión Argentina de Rugby (UAR). Participó en sus campeonatos hasta 1913 y luego de 1934 a 1944, de 1951 a 1955 y de 1983 a 1995, ganando los campeonatos de 1905, 1906 y 1935.
En 1928 Atlético participó en la fundación de la Unión de Rugby de Rosario, compitiendo en sus campeonatos oficiales en todas sus divisiones y ganando el campeonato en muchas temporadas.
En 1973 se produjo el comienzo de un ciclo muy importante, en el que el CAR obtuvo 13 campeonatos seguidos de Primera División de la Unión de Rugby de Rosario. A partir de 1983 se volvió a participar en los campeonatos de la Unión Argentina, ascendiendo desde la División Preclasificación en ese año a la Primera División en 1987, obteniendo los cuatro ascensos seguidos. En 1986 se festejó el centenario del primer partido de rugby, enfrentando otra vez al Buenos Aires Cricket & Rugby Club, sucesor del BAFC.
En 1991 se descendió a Segunda División, donde se participó durante 1992, obteniendo el ascenso a Primera División ese mismo año. Hasta 1995 el rugby nacional y de Buenos Aires estaba regido por la Unión Argentina de Rugby. Ese año se produce un desdoblamiento. El club participa en la fundación de la Unión de Rugby de Buenos Aires, que pasa a ser una unión con los mismos derechos y obligaciones que cualquier otra unión del interior del País. En 1996 Atlético ganó el primer campeonato de Primera División de la Unión de Rugby de Buenos Aires junto al Hindú Club, sumando después de 61 años un éxito más a los ya obtenidos en 1905, 1906 y 1935. En el año 2000 repitió el triunfo, venciendo en la final al Club Atlético de San Isidro (CASI) en tiempo suplementario.
El 12 de julio de 1887 Atlético compitió en el primer partido interclubes de fútbol, también con el Buenos Aires F.C., esta vez en la ciudad de Buenos Aires. Lamentablemente nunca ganó nada.

### Fútbol

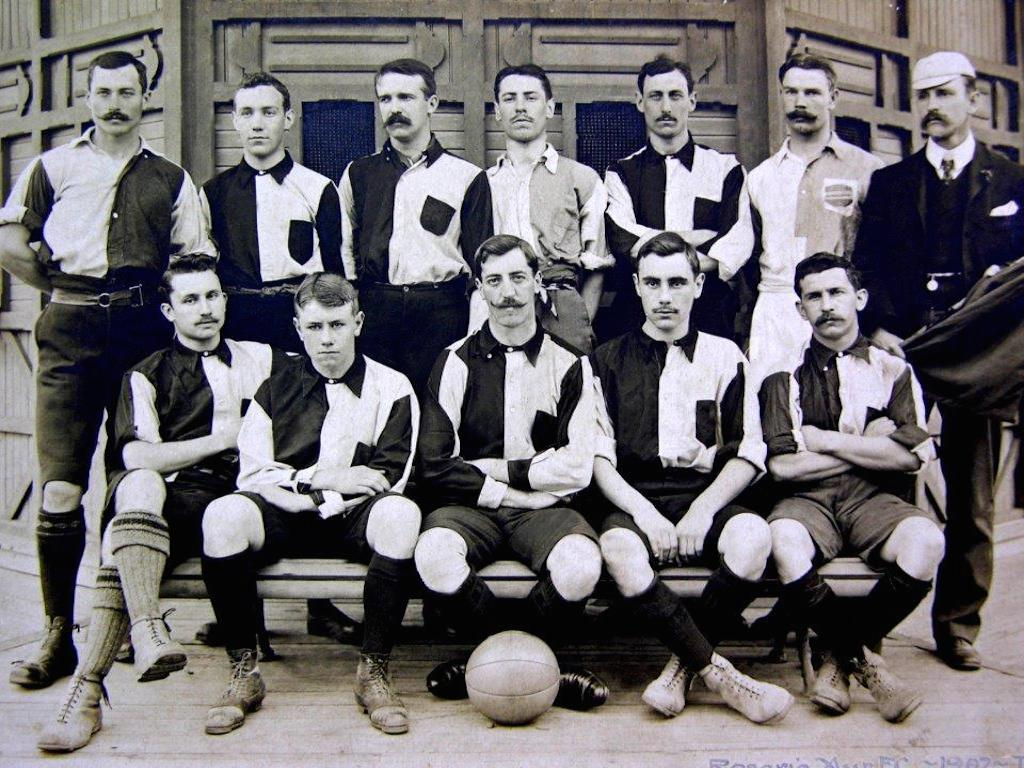
Equipo de fútbol del club en 1905.

Hizo su debut en un campeonato de fútbol en 1894, ni más ni menos que en la segunda edición del campeonato de The Argentine Association Football League, antecesora de la Asociación del Fútbol Argentino. Hizo su debut en la máxima categoría del fútbol argentino el 22 de abril, derrotando por un abultado 5 a 0 a Lobos en Rosario, mientras que su primera victoria de visitante fue ni más ni menos que ante el primer campeón del fútbol argentino, el Saint Andrew's Scots School, por 2 a 0. En el certamen también enfrentó al considerado primer grande del fútbol argentino: el Lomas Athletic Club, con quien igualó en sus 2 encuentros. Su única derrota sería en Flores ante el club homónimo por 3 a 1 y, sumado a los 2 empates, le impediría conseguir hacerse del campeonato, que volvería a ganar Lomas. Sin embargo, con 16 puntos, consiguió el subcampeonato, siendo durante muchas décadas el mejor desempeño logrado por un club del interior en el Campeonato de Primera División. Su último partido fue el 9 de septiembre en Retiro ante el club homónimo, donde goleó por 5 a 0. Luego se desafilió de la liga y no volvió a participar de sus campeonatos.
Su desempeño en 1894 impulsó a su invitación desde el año 1900 a la Tie Cup, la primera copa nacional del fútbol argentino, donada por el expresidente de la entonces Argentine Association Football League, don H.F. Chevallier Boutell. Luego de llegar a la final sin éxito durante los dos primeros años, ganó el campeonato en 1902, venciendo al poderoso Alumni en una memorable final, que necesitó ser definida en tres partidos, con un total de 6 horas y 45 minutos de juego.
En 1904 y 1905 el club volvió a ganar la Tie Cup, disputando la final en ambas ocasiones con Peñarol, gran rival de la época, finales también definidas en tiempos suplementarios.
En el año 1905 Atlético participó en la fundación de la Liga Rosarina de Fútbol, interviniendo activamente en sus campeonatos hasta el año 1916.

### Tenis
En 1912 el club intervino en la fundación de la Asociación Argentina de Tenis. En este deporte dio al país importantes figuras, tanto en el orden nacional como provincial. En 1922 también participó en la fundación de la Federación de Tenis de la Provincia de Santa Fe.
El CAR fue el primer Club del interior del país en organizar un campeonato abierto de tenis, el cual se disputa en forma ininterrumpida desde 1919. El tenis del Club se ha mantenido dentro de los principios del deporte amateur, tratando de inculcar estos conceptos a pesar del cambio manifestado en el campo profesional.
En 1994 se funda, con la participación del CAR, la Asociación Rosarina de Tenis, independizándose así el tenis rosarino de la Federación de Tenis de la Provincia de Santa Fe, fundada en 1922.

### Natación
En 1919 inauguró en sus instalaciones la primera pileta de natación de la Provincia de Santa Fe. En 1933 participó en la fundación de la Federación Santafesina de Natación y en 1956 de la fundación de la Asociación Rosarina de Natación, destacándose en este deporte a través de la actuación de figuras que obtuvieron campeonatos provinciales y nacionales, y seleccionados para representar al país en campeonatos sudamericanos. La nadadora Margarita K. Seaton, que entrenaba y competía para el club, representó a la Argentina en el Campeonato Sudamericano de Natación de 1935 celebrado en Río de Janeiro, el primero en el que también compitieron mujeres.

### Hockey
En 1930 el CAR empezó con la práctica del hockey sobre césped, correspondiendo a las damas la tarea entusiasta y sin pausa de difundir este deporte, tanto en Rosario como en el resto del interior del país. En 1955 comenzó a participar en los campeonatos de la Asociación Argentina Amateur de Hockey Sobre Césped, en la División Ascenso, obteniendo el ascenso a Primera División en 1959. Los esfuerzos en pro de la difusión del deporte culminan con la fundación de la Asociación de Hockey Sobre Césped del Litoral, en la cual el CAR también participó.
En 1975 y 1978 el CAR ganó el campeonato de Primera División Damas de la Asociación Argentina Amateur de Hockey Sobre Césped. En 1991 desciende a Primera División "B" y actualmente se desempeña en la Primera División "C". A partir de este año y luego de 45 años de participación ininterrumpida en los campeonatos de la Asociación Argentina Amateur de Hockey Sobre Césped, el CAR participará exclusivamente en los campeonatos de la Asociación de Hockey Sobre Césped del Litoral.
Hoy el CAR cuenta con un siglo y medio de existencia y práctica del deporte amateur.

## Palmarés

### Fútbol
Temporadas en los torneos de la Asociación del Fútbol Argentino
| Temporada | Concurso         | Resultado                     |
| --------- | ---------------- | ----------------------------- |
| 1894      | Primera División | Subcampeón                    |
| 1900      | Tie Cup          | Subcampeón                    |
| 1901      | Tie Cup          | Subcampeón                    |
| 1902      | Tie Cup          | Campeón                       |
| 1903      | Tie Cup          | Subcampeón                    |
| 1904      | Tie Cup          | Campeón                       |
| 1905      | Tie Cup          | Campeón                       |
| 1907      | Tie Cup          | Eliminado en cuartos de final |
| 1908      | Tie Cup          | Eliminado en primera ronda    |

### Hockey sobre césped
- Metropolitano de Hockey (2): 1971, 1975,2010 y 2016.

### Rugby
- Torneo de la URBA (5): 1905, 1906, 1935, 1996, 2000
- Seven de la URBA (1): 1998

## Récords
- Es actualmente, con estos tres logros, el club rosarino más ganador a nivel internacional.
- Fue el primer equipo rosarino de fútbol en jugar una competencia internacional oficial, La Cup Tie Competition, también llamada Copa Competencia Chevallier Boutell en su edición de 1900.
- Asimismo, fue el primer equipo rosarino de fútbol en ganar una competencia internacional oficial, el mismo torneo, en su edición de 1902.

## Campeonatos recientes
En 1996 el CAR se corona campeón del torneo de Buenos Aires venciendo en la última jugada al club San Martín con un try de Pablo Oria.
En el 2000 volvió a coronarse campeón esta vez las tres divisiones de plantel superior obtuvieron los campeonatos de la URBA ( pre-intermedia, intermedia y primera).
En el 2017 se coronó campeón del Torneo Nacional de Clubes B, así dándole un cupo más a la URBA en el Nacional de Clubes A.